# 白面剣士 牛若天狗
『白面剣士 牛若天狗』（はくめんけんし うしわかてんぐ）は、1963年2月17日から同年5月26日まで日本テレビ系列局で放送されていた日本テレビ製作の時代劇である。ロート製薬の一社提供。全15回。放送時間は毎週日曜 12:15 - 12:45 （日本標準時）。

## 概要
1962年8月まで同系列局で月曜 - 土曜の帯で放送されていた『牛若天狗いざ見参!』の続編的存在で、引き続き外山高士が主役を務めていた。その他のキャストも同作品と共通する。
日本テレビでは初のロート製薬一社提供番組であり、本作以後も同局では、1986年9月に『新ごきげん月曜7時半』が終了し、その後継番組である『ギャグパラダイス!俺たちにカギはない』がつなぎとして放送されるまで23年7か月にわたって同社提供番組が放送され続けた。なお、日本テレビのロート製薬提供番組でドラマだったのは本作のみである。

## 出演者
- 外山高士
- 小沢智代
- 西村淳二
- 生方功
- 中郷子
- 大友純